# 라르사

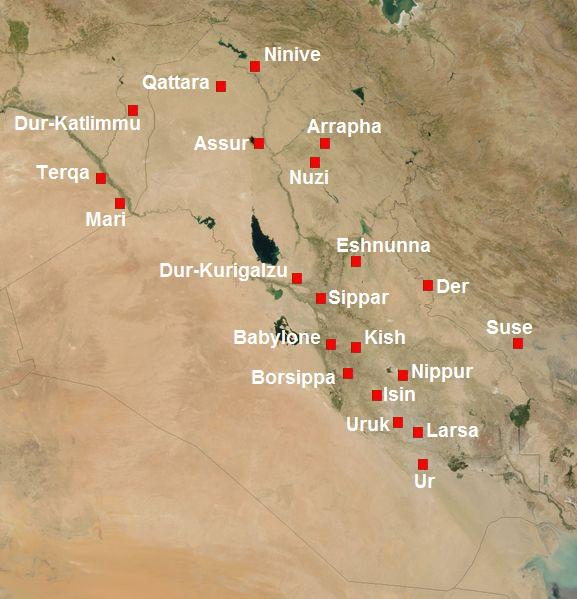
라르사의 위치

라르사 (현대의 텔 아스-센케레, 성경의 엘라사르(Ellasar)로 추정됨)는 고대 수메르의 중요한 도시 중의 하나이다. 우루크(성경의 에렉) 유적에서 남동쪽으로 25km, 샤트-엔-닐 수로 (현대의 남부 이라크)의 동안 근처이다. 라르사는 수메르의 석판 기록에서 기원전 2800년~2700년경의 우르-구르(Ur-Gur) 시대까지 거슬러 올라간다. 그는 샤마시(Shamash) 사원이라고 불리는 에-밥바의 지구라트를 세웠거나 복원한 것으로 알려져 있다.

## 역사

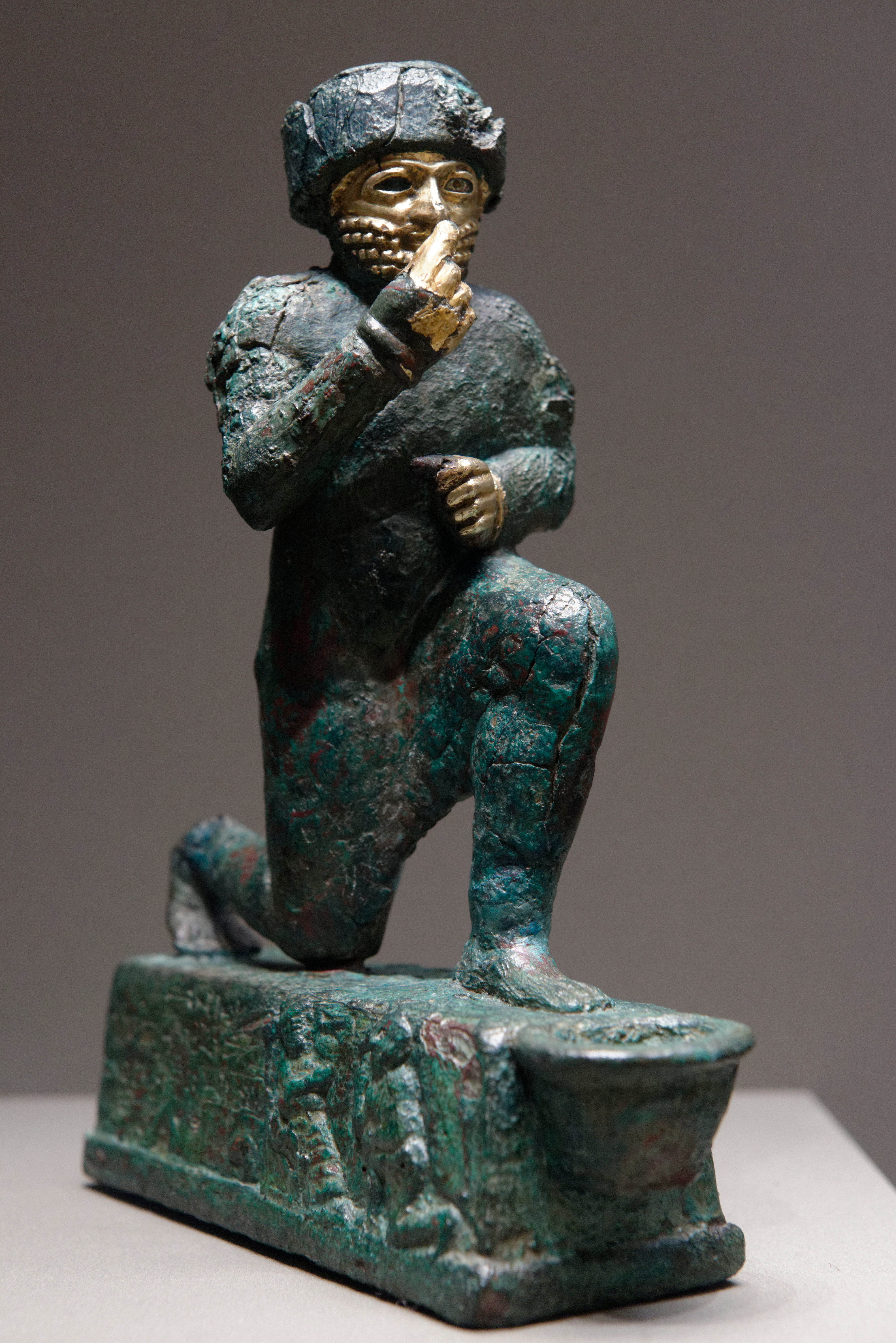
"라르사를 숭배하는 사람", 함무라비를 위해서 아무루(Amurru) 신에게 바쳐친 기념 조각상, 기원전 2000년 초기, 루브르

라르사는 메소포타미아에서 고대 바빌로니아 기(기원전 2000년~1600년)에 처음으로 강성한 도시로 성장하였다.
우르 제3 왕조가 붕괴된 이후의 권력 공백기에 더 많은 도시 국가들이 번성했다. 메소포타미아 남부에서는 우르 제3 왕조의 마지막 왕인 이비-신(Ibbi-Sin)의 관료였던 이시비-에라(Ishbi-Erra)가 우르에서 이신으로 수도를 옮기고, 우르 제3 왕조의 부흥을 도모했다. 이시비-에라(기원전 2017년~1985년)는 문화적, 상업적으로 중요한 우르, 우루크 등의 도시를 되찾는 것을 도왔다.
이시비-에라는 또한 라르사를 포함한 라가시 지역의 패권도 되찾았다. 그의 뒤를 이어 이신을 다스린 왕들은 라가시의 통치자를 임명하였다. 그 중 하나가, 아무르족인 궁구눔(Gungunum)이었다. 그는 결국 이신과의 약속을 깨고 라르사에 독립적인 왕조를 세웠다. 궁구눔은 지배권을 다지고, 이신에 대적하기 위해서 도시 우르를 점령하였다. 이신은 아주 중요한 아랍-페르시아 만의 무역과 문화의 중심지를 잃게 된 것이다.
궁구눔이 왜 이신을 배신하였는지는 대체로 알려져 있지 않으나, 일부 학자들은 이신의 지도자들이 한 때 융성했던 농업 체계를 망쳐놓았기 때문에 내부적인 문제가 있었던 것으로 추측한다. 당시에 남부 메소포타미아의 건조한 지역에 물을 공급하는 것은 상당히 어려운 문제였다.
궁구눔을 이은 아비사레(Abisare)(기원전 1905년)와 수무엘(기원 1894년)는 이신이 완전히 수로를 이용할 수 없도록 만들었다. 그 이후에 이신은 급속도로 정치적, 경제적 기반을 잃게 된다.
라르사는 강력한 세력으로 성장하였으나, 많은 영토를 차지하지는 못했다. 림신(Rim-Sin)왕 때(기원전 1822년~1763년)에 최고조에 달한 라르사는 메소포타미아의 다른 왕조들의 영토에서 멀리 떨어져 있는 10~15개 정도의 도시들을 거느리는데 그쳤다. 그러나 거대한 건축물과 대규모 농업 사업에 대한 고고학적 증거들이 발견된다.

## 지도

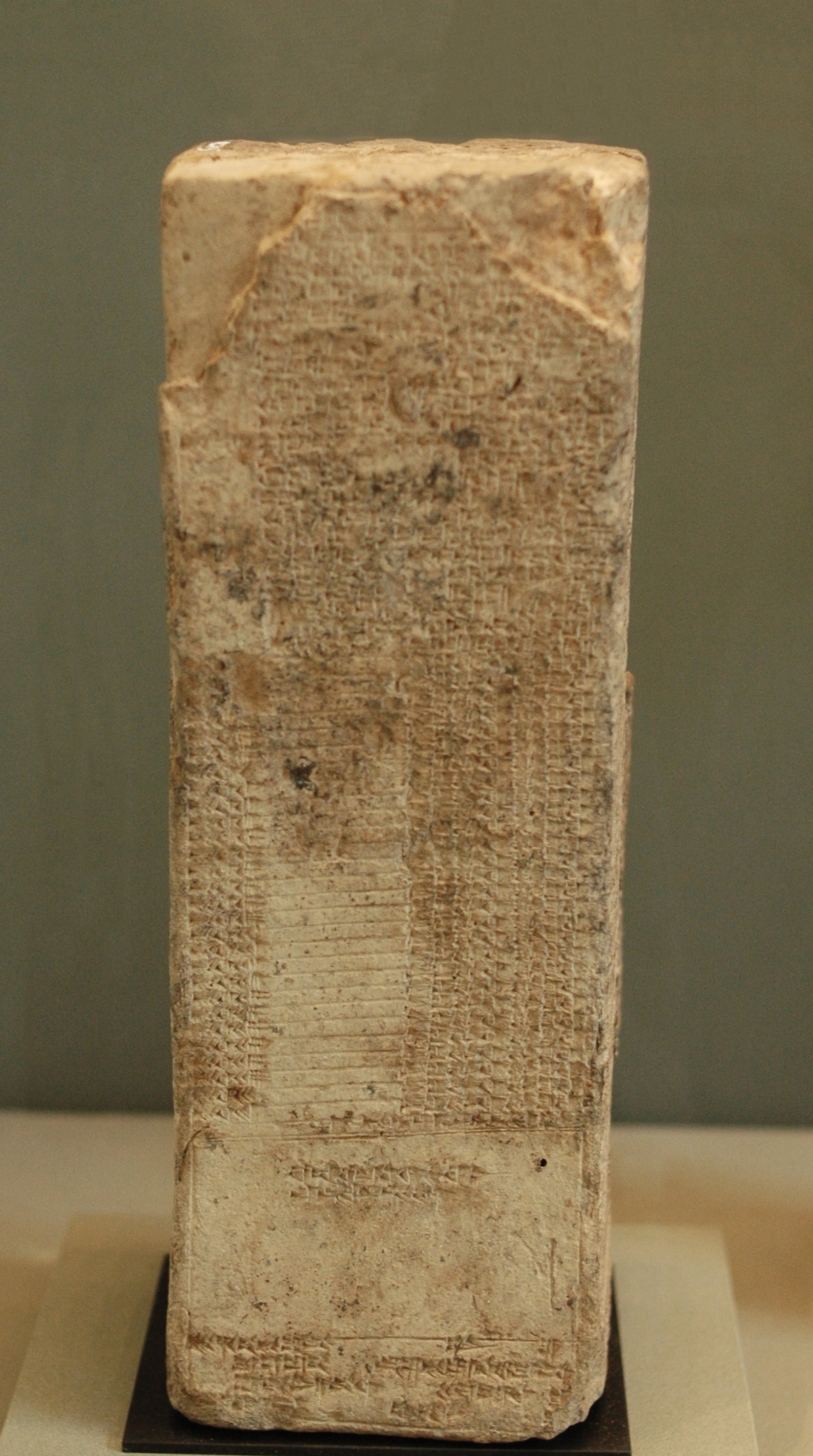
라르사 왕명표, 함무라비 39년, 루브르

| 모술바그다드테헤란유프라테스강티그리스강니푸르기르수라가시마라드우루크우바이드우르에리두키시수사안샨마리아카드이신라르사바빌론아수르니네베님루드두르샤루킨class=notpageimage\| 메소포타미아의 고대 도시들 : 수메르의 도시 : 엘람의 도시 : 아카드 제국의 도시 : 아모리인의 도시 : 바빌로니아의 도시 : 아시리아의 도시 : 현대의 이라크 · 이란의 도시 |

## 라르사의 왕들
아래 연대는 모두 기원전이다.
- 나플라눔(Naplanum) : 2025-2004
- 에미숨(Emisum) : 2004-1976
- 사미움(Samium) : 1976-1941
- 자바아아(Zabaia) : 1941-1932
- 궁구눔(Gungunum) : 1932-1905
- 아비사레(Abisare) : 1905-1894
- 수무엘(Sumuel) : 1894-1865
- 누르-아다드(Nur-Adad) : 1865-1849
- 신-이디남(Sin-Iddinam) : 1849-1842
- 신-에리밤(Sin-Eribam) : 1842-1840
- 신-이퀴샴(Sin-Iqisham) : 1840-1835
- 실리-아다드(Silli-Adad) : 1835-1834
- 와라드-신(Warad-Sin) : 1834-1822
- 림-신 1세(Rim-Sin I) : 1822-1763
- 바빌론에 의해 정복됨 : 1763-1750
- 림-신 2세(Rim-Sin II) : c. 1750

## 같이 보기
- 바빌로니아 제국

1. ↑   위 지도에는 우바이드(30°58′N 46°05′E)와 우르(30°57′N 46°06′E)가
 같은 위치에 표시되어 있다